# Kai Kalima
Kai-Erik Klaus Kalima, född 6 oktober 1945 i Helsingfors, död där 13 januari 2023, var en finländsk jurist och professor.
Kalima blev juris doktor 1980. Han var 1980–1989 vikarierande biträdande professor i finansrätt och 1989–1998 biträdande professor vid Helsingfors universitet samt utnämndes 1998 till professor i ämnet. Han disputerade på arbetet Pankkien valvonnasta (1980), som behandlar bankövervakningsorganen i historiskt perspektiv, och har därtill publicerat undersökningar om bland annat förvaltnings-, kommunal- och byggnadsrätt.
Han satt i Finlands riksdag för Socialdemokraterna 1989–1991.

## Utmärkelser
- Riddartecknet av I klass av Finlands Vita Ros’ orden,  6 december 2005[1]

[Redigera Wikidata]